# Krzysztof (Smirnow)
Krzysztof, imię świeckie Fiodor Aleksiejewicz Smirnow (ur. 27 stycznia?/8 lutego 1842, zm. 1921) – rosyjski biskup i teolog prawosławny.

## Życiorys
Był synem prawosławnego diakona. Ukończył seminarium duchowne w Smoleńsku, a następnie, w 1869, Kijowską Akademię Duchowną. W 1870 uzyskał stopień magistra nauk teologicznych. W 1871 został docentem ze specjalnością w zakresie liturgiki i archeologii cerkiewnej. W 1877 uzyskał tytuł profesora nadzwyczajnego.
27 marca 1883 złożył wieczyste śluby mnisze, zaś 13 i 14 kwietnia tego samego roku był kolejno wyświęcany na hierodiakona i hieromnicha. W czerwcu 1883 objął stanowisko rektora seminarium duchownego w Tambowie, zaś w lipcu został podniesiony do godności archimandryty. W 1885 przeniesiono go na analogiczne stanowisko w Wifańskim Seminarium Duchownym. W latach 1886–1887 był rektorem Moskiewskiej Akademii Duchownej.
25 maja 1887 w Ławrze Troicko-Siergijewskiej został wyświęcony na biskupa wołokołamskiego, wikariusza eparchii moskiewskiej, nadal pozostając rektorem Akademii. W 1890 został zwolniony zarówno z tego stanowiska, jak i z obowiązków biskupa wikariusza i mianowany przełożonym monasteru Nowe Jeruzalem. W latach 1892–1897 był wikariuszem eparchii wileńskiej i litewskiej z tytułem biskupa kowieńskiego. Następnie przez trzy lata był ordynariuszem eparchii jekaterynburskiej, zaś od 1900 do 1903 – podolskiej. W latach 1903–1908 był biskupem ufijskim. Z urzędu odszedł na własną prośbę, motywowaną chorobą. Zamieszkał w monasterze św. Jana Chrzciciela we Wiaźmie. Wziął udział w Soborze Lokalnym Rosyjskiego Kościoła Prawosławnego w latach 1917–1918. Trzy lata później zmarł.